# Virués
Virués fue una entidad local menor del municipio burgalés de Trespaderne, en la comunidad autónoma de Castilla y León (España). Fue suprimida por la Junta de Castilla y León en septiembre de 2020.

## Localidades limítrofes
Confina con las siguientes localidades:
- Al norte con Cadiñanos.
- Al este con Bascuñuelos y Lozares de Tobalina.
- Al sur con Cillaperlata.
- Al suroeste con Palazuelos de Cuesta Urria
- Al oeste con Trespaderne.
- Al noroeste con Santotís.

## Demografía
Evolución de la población
| Gráfica de evolución demográfica de Virués entre 2000 y 2017       |
|                                                                    |
| Población de derecho (2000-2017) según el padrón municipal del INE |

## Historia
Así se describe a Virués en el tomo XVI del Diccionario geográfico-estadístico-histórico de España y sus posesiones de Ultramar, obra impulsada por Pascual Madoz a mediados del siglo XIX:

Villa en la provincia, audiencia territorial, capitanía general y diócesis de Burgos (13 leguas), partido judicial de Villarcayo (4), ayuntamiento del valle de Tobalina (1 ¼). Situada en terreno llano, con buena ventilación y clima frío, pero saludable, y sujeto a constipados y pulmonías. Tiene 18 casas, e iglesia parroquial (San Clemente), servida por un cura párroco. El término confina N Bascuñuelos; E Lozares; S Palazuelos, y O Santotis. El terreno es de mediana calidad; le fertiliza el río Jerta, sobre el cual hay un puente. Los caminos son locales. Producciones: cereales y legumbres; cría ganado lanar, y pesca de truchas y barbos. Población: 10 vecinos, 38 almas. Capital productivo: 109.400 reales. Imponible: 10.711.
Diccionario geográfico-estadístico-histórico de España y sus posesiones de Ultramar